# HUMMING BIRD (バンド)
HUMMING BIRD（ハミング・バード）は日本のハードロックバンドである。
神奈川県を中心に活動を行なう。
『マクロス7』に福山芳樹が参加して以降、いくつかのアニメーション作品の楽曲を手がけるようになる。
2000年に解散。2023年に再結成。

## メンバー
- 福山芳樹 (ボーカル、ギター、キーボード)
- 古屋敏之 (ベース、ボーカル、キーボード)
- 麻生祥一郎 (ドラム、パーカッション、コーラス)

## 来歴
- 1988年 福山と古屋により結成。
- 1990年 当時、NECアベニューのプロデューサー、牛島正人によりデビューが決定。サポートドラマーとして麻生が参加。
- 1991年 NECアベニューより、1stアルバム発売。
- 1992年 2ndアルバム録音時から、麻生が正式に参加。
- 2000年5月27日 渋谷ON AIR EASTにて、ファイナルLIVE。
- 2010年2月 消防署員の親戚からキャンペーンソングの依頼を受けた古屋が福山に話を持ちかけ、関係者全員ノーギャラで「住宅用火災警報器戦隊 ジュウケーレンジャーの歌」を製作。古屋のサイトにて無償で公開されている。
- 2011年5月22日 渋谷O-EASTにて、福山芳樹20周年記念LIVEで一夜限りの再結成。
- 2021年9月 実質的な公式サイトである「ROCKY's WORLD」が公開[1]。以前からあったサイトであるが、一時期非公開となっていたものである。
- 2023年2月 再結成。OSC湘南シティで無料ライブを開催。

## エピソード
- デビュー当初のカナ表記は「ハミングバード」であったが、姓名判断により「もう一画多い方が成功できる」と言われ、気に入っていた名称を維持しつつ「ハミング・バード」と表記するようになる。しかしながら「・」を一画と数えてよいのかは本人たちも疑問に感じていた。
- 結成時の初代ドラマーは福山、古屋と同じ地図製作会社の同僚である。
- 1992年、サポートドラマーであった麻生の正式加入は、1月1日に福山家で行われた新年会の場で決定したものである。
- 2ndアルバム『TIMELESS』は、当時の所属事務所シャングリラが自転車操業状態であり、ギャラの支払いも滞り、社長の橋場正敏がアルバムの原版権さえ売り払ってしまった挙句、ついには夜逃げ。そんな状況下での発売だったこともあり、出荷数も少なく、廃盤後はオークションサイトで数万円の値がつくという稀少品となった（後に再盤）。
- 古屋は「軽石で腹をこするダイエット」にはまっていた時期があり、メンバーおよび福山恭子から「そんなに軽石が好きなら首から下げてろ」と言われる。すると翌日、本当に軽石に穴を開け首からぶら下げて現れ、後に軽石にバンダナがつくようになる。これが「軽石ふるやくん」と呼ばれ、販促グッズとしてCD購入者にプレゼントされていた。
- 初期にはサポートメンバー（中村圭吾など）がドラムス、パーカッションを担当し、麻生がアコースティックギターを弾くこともあった。
- マクロス7でヒロインのミレーヌ・ジーナスを演じた櫻井智（当時は桜井智）がパーソナリティを務めたTBSラジオの「アニメExpress〜ギャラクシー・ネットワーク〜」にゲスト出演した際、桜井は麻生の中学校の後輩であることが発覚した。

## ディスコグラフィ

### スタジオ・アルバム
|     | タイトル        | プロデューサー                     | リリース日    | レーベル                   | CDコード   | 備考 |
| 1st | ハミングバード  | 牛島正人                           | 1991年6月21日 | NECアベニュー              | NACL-1037  |      |
| 1st | ハミングバード  | 牛島正人                           | 1998年7月21日 | 日本コロムビア             | COCC-15323 | 再盤 |
| 2nd | TIMELESS        | 牛島正人、橋場正敏                 | 1993年4月21日 | NECアベニュー              | NACL-1097  |      |
| 2nd | TIMELESS        | 牛島正人、橋場正敏                 | 1998年7月21日 | 日本コロムビア             | COCC-15324 | 再盤 |
| 3rd | 1. 2. 3         | 佐々木史朗、六川正彦、HUMMING BIRD | 1996年3月6日  | ビクターエンタテインメント | VICL-744   |      |
| 4th | A PIECE OF CAKE | 野崎圭一、HUMMING BIRD             | 1997年5月21日 | ビクターエンタテインメント | VICL-6003  |      |
| 5th | UNSWEET         | 野崎圭一、HUMMING BIRD             | 1999年3月3日  | ビクターエンタテインメント | VICL-60350 |      |

### シングル
|     | タイトル                | リリース日     | レーベル                   | 規格品番   | 備考                                                                  |
| --- | ----------------------- | -------------- | -------------------------- | ---------- | --------------------------------------------------------------------- |
| 1st | ハッピー・バースデイ    | 1991年5月21日  | NECアベニュー              | NADL-1018  | 廃盤                                                                  |
| 2nd | 悲しみはどこから        | 1992年2月21日  | NECアベニュー              | NADL-1027  | 廃盤                                                                  |
| 3rd | 今を生きる人へ          | 1993年9月21日  | NECアベニュー              | NADL-1063  | 日本石油グループラジオCMソング 廃盤                                   |
| 4th | RIDE ON THE NIGHT       | 1997年4月23日  | ビクターエンタテインメント | VIDL-30006 | アニメ『シティーハンター グッド・バイ・マイ・スイート・ハート』主題歌 |
| 5th | DREAM JACK              | 1997年10月22日 | ビクターエンタテインメント | VIDL-30088 | アニメ『ネクスト戦記EHRGEIZ』主題歌                                   |
| 6th | LOOKIN' FOR THE RAINBOW | 1998年11月21日 | ビクターエンタテインメント | VIDL-30371 | アニメ『虹の戦記イリス』日本語版主題歌                                |
| 7th | GET FREE                | 1999年9月1日   | ビクターエンタテインメント | VIDL-30442 | ゲーム『マクロス VF-X2』主題歌                                        |
| 8th | 光なき夜をゆけ          | 1999年10月21日 | ビクターエンタテインメント | VIDL-30457 | アニメ『人形草紙あやつり左近』主題歌                                  |
| 9th | Twilight                | 2023年7月19日  | Mojost                     | SPCM-00015 | ゲーム『CUSTOM MECH WARS -カスタムメックウォーズ-』エンディングテーマ |

### LIVE盤、ベスト盤、他
|               | タイトル                             | プロデューサー     | リリース日     | レーベル                   | CDコード      | 備考                                                         |
|               | EGM LIVE                             | 六川正彦           | 1995年9月5日   | コニシス・ラボ             | RCEG-8888     | 廃盤。インディーズのスタジオLIVE盤。                         |
|               | PICK UP                              | 六川正彦           | 1995年12月21日 | NECアベニュー              | NACL-1197     | ベスト・アルバム。                                           |
| 1998年5月21日 | PICK UP                              | 六川正彦           | 日本コロムビア | COCC-15044                 | 再盤          |                                                              |
|               | 祝福と涙                             | 六川正彦           | 1996年3月20日  | NECアベニュー              | NACL-1209     | アコースティック・アルバム。                                 |
| 1998年5月21日 | 祝福と涙                             | 六川正彦           | 日本コロムビア | COCC-15045                 | 再盤          |                                                              |
|               | HAPPY BIRTHDAY                       | 野崎圭一、奥村正城 | 2000年5月24日  | ビクターエンタテインメント | VICL-60571〜2 | Disc 1がベスト盤、Disc 2がLIVE盤という構成のラストアルバム。 |
|               | MACROSS 7 Special CD MY SOUL FOR YOU |                    | 1999年4月30日  | ビクターエンタテインメント | CDES-393      | 非売品                                                       |

## ラジオ番組
- それ行け！ハミング・バード (FM岩手 1996年4月 - 9月)
- まだまに (NACK5 1996年9月 - 1997年3月)
- ロッキーズカフェ(古屋単独) (NACK5 1998年4月 - 9月)